# Chonchon (Corea del Norte)
Chonchon es un condado de Corea del Norte ubicado en la provincia de Chagang en las coordenadas 40°36′56″N 126°27′47″E / 40.61556, 126.46306
Originalmente formaba parte de Kanggye, pero se convirtió en un municipio independiente en 1949. El terreno es elevado y montañoso, el punto más alto es Sungjoksan a 1984 metros sobre el nivel del mar. 
Se encuentra atravesado por las Montañas Chogyuryong en la parte oriental. 
Existe una importante fábrica de fósforos que aprovecha la gran cantidad de abetos como materia prima para su elaboración.